# 青幫
青幫是一個中國秘密结社，晚清时期三大帮会之一。青幫原名安清幫（簡稱清幫），由洪門會與哥老會分出。幫內手冊對於起源有諸多說法，實際成立時間約於清朝雍正四年，清廷鑒於盜賊遍地，漕運不通，貼出皇榜廣召人才。洪門翁德惠弟子獻反間計，揭皇榜假意歸順滿清，成立清幫搜集朝廷情報及募集資金，與錢德正及潘德林成立安清幫，主要成員來自潘氏所屬的哥老會。。三人對外宣稱為「羅祖」弟子（羅祖一說為禪宗六祖惠能，因有傳言說六祖的俗姓為羅；另一說則為羅教之祖。兩者清幫都有供奉），向朝廷提出「替天行道，帶髮修行」的口號。
因承繼自洪門，幫內有一口訣「但見金盆開花，不聞清洪分家」。但洪門因怕清幫勢力過大失去初衷，故定有內規「先清後洪，鯉魚跳龍；先洪後清，剝皮抽筋」，避免洪門子弟轉投清幫。
在融合活動較為秘密的天地會系統（洪門）與哥老會系統後，青幫成為清末最為知名和活躍的地下組織，留下的文獻也最多。並公開支持革命活動，在20世紀早期到中期的中國社會和政治活動中佔有顯著影響力，許多幫眾都加入或幫助革命黨，為行事方便，甚至有傳說三大幫會都由鄭成功所創。民国成立後到抗戰期間，仍是民間最大幫派之一，直到1949年隨著國民黨政府在中國大陸的政權崩潰，青幫離開上海並在1950年代初踏足香港，而在臺灣則是多活躍於中華民國海軍正期班軍官與軍火商。

## 起源
青幫在清朝雍正四年（1726年）由翁、錢、潘三人所創，幫會人士在初期皆以漕運為業，幫會亦為水手提供墓葬和宿舍等服務，亦因青幫起於漕運，故幫會人士在早期多流傳於江南一帶。到了乾隆年間，青幫被朝廷視為一種威脅，在1768年摧毀羅教寺廟並取締該教派，驅使青幫轉向地下活動
隨著19世紀的社會動盪，大運河漕運受到嚴重破壞後沒落，導致漕運水手要不加入太平天國或捻軍，要不轉移到海岸加入鹽走私貿易。在1870年代江蘇省北部，水手和鹽走私者開始組建所謂的「安慶道友」，是20世紀初青幫的前身。

## 傳承
青幫與紅幫（洪門）合稱為「家理」，幫規叫作「通草」（洪門則稱為「海底」）。入幫稱為「進道」，會發予證書，稱為「海底」（洪門則稱為「寶」）。內部流傳密笈通稱為「通漕」，但因秘密相授，且分支廣闊，現存有許多不同版本，包含《通漕寶筏》、《清譜匯選》、《漕運指南》、《清門統抄》、《道義詮真》、《運漕外史》、《道義彙編》、《安清通考》、《通漕寶鑑》、《清譜金針》、《通漕概要》、《清門真傳》、《學道須知》、《簡明通漕》、《漕運探原》、《道義指南》 、《清幫道義》、《義氣千秋》、《安清系統錄》、《清門通鑑》、《安清易知錄》、《清門通史》、《進道證書》、《道義綱要》 、《學道宜覽》、《清史精華》、《清門溯源》、《道義正宗》、《三菴全書》、《渡世寶筏》、《三菴寶鑑》、《渡世金針》、《安清家語》、《萬善同歸》、《禮門義路》、《道義正宗》、《道義擷菁》、《清門史乘》、《安清史稿》、《進家譜摺》、《清史撮要》、《安清秘笈》、《道義千秋》、《安清道義》、《道義初階》、《通漕摘要》、《安清統抄》、《清門考源》、《漕運正宗》、 《青幫通漕匯海》等等。
青幫的字輩排行有：
| 前二十四代                         | 清靜道德，文成佛法，能仁智慧，本來自性，圓明行理，大通悟學。 清：清心秉正、靜：靜坐常思、道：道德修眞、德：德配天地 文：文昌化解、成：成其正果、佛：佛心皈一、法：法渡無邊 仁：仁義永遠、倫：倫常在懷、智：智勇雙全、慧：慧思普渡 本：本枝茂盛、來：來歷清白、自：自心悔悟、信：信用為根 元：元初自始、明：明心見性、興：興家立業、理：理門義路 大：大發慈悲、通：通行我國、悟：悟道誠心、學：學正修成 |
| 後二十四代                         | 萬象依皈，戒律傳寶，化渡心回，普門開放，廣照乾坤，代髮修行。 萬：萬教歸一、象：象註先天、依：依歸佛門、皈：皈近三寶 戒：戒謹受規、律：律始黃鐘、傳：傳道自西、寶：寶象佛法 化：化集衆生、渡：渡衆善緣、心：心存正直、囘：囘頭是岸 普：普渡衆生、門：門路正大、開：開發善緣、放：放生為善 廣：廣大無邊、照：照及萬方、乾：乾元為首、坤：坤德載物 代：代代傳留、髮：髮繫大道、修：修身為本、行：行孝為先 |
| 續二十四代，由王降祖（文陞）所演傳 | 緒結誠計，崑芮克勤，宣華轉枕，慶兆拔魁，宜燕應存，挽相同流。 緒：緒統義氣、結：結合善緣、崑：崑山美玉、計：計巧傳眞 山：山海似門、芮：芮藏玉蘊、克：克己復禮、勤：勤儉為能 宣：宣揚道義、華：華夏維新、轉：轉運大法、忱：忱謝佛恩 慶：慶祝東土、兆：兆豐延年、報：報答天府、魁：魁星在極 宜：宜勤宜儉、執：執中守正、應：應知天命、存：存心濟世 挽：挽救狂瀾、香：香煙不斷、同：同舟共濟、流：流傳安清 |

- 第一代「清」字輩指的是金純，號碧峰，明朝南京麒麟門外金家村人氏，為永樂帝大臣，永樂遷都時營造帝都有功，後封為伯爵，好飲酒，政治上寬仁無為，在刑部任內嚴禁酷刑。金純據說頗喜佛法，找出了少林寺達摩祖師定下的前後四十八字輩作為派系，於是他的法名，便叫做「清源」，據說羅清慕其為人，並推崇他為第一代祖師。
- 第二代「靜」字輩有羅清，山東即墨人，北直密雲衛軍人，羅教教主，法名「靜清」，號稱「羅祖」，是青幫與羅教實際上的祖師。陳瀛，字易水，道號「靜海」，廣西貴縣人，羅祖的同修。
- 第三代「道」字輩有陸飛，字羽飛，道號為「道行，」江蘇丹徒人，曾任江西總兵，甲申之變後隱居茅山、廣東娥素山。趙大官，字悟本，道號為「道元」，金陵霞邑人，明朝末進士，崇禎年曾任總兵之職。
- 第四代翁岩、錢堅、潘清三人乃「德」字輩，為避諱祖師，「清、靜、道、德」等四個字為禁忌，清幫後代，不允許使用於譜名。

## 幫規[3]

### 十大幫規
1. 不准欺師滅祖。
2. 不准藐視前人。
3. 不准扒灰搗籠。
4. 不准奸盜淫邪。
5. 不准江湖亂道。
6. 不准引水代跳。
7. 不准攪亂幫規。
8. 不准以卑爲尊。
9. 不准開閘放水。
10. 不准欺軟凌弱。

### 安淸旱碼頭十大幫規
1. 不准欺師滅祖。
2. 不准不孝雙親。
3. 不准藐視前人。
4. 不准盜賣安淸。
5. 不准仗勢欺人。
6. 不准引匪入道。
7. 不准違犯國法。
8. 不准搗亂幫規。
9. 不准投拜二師。
10. 不准記名入人。

### 安淸十大禁止
1. 禁止父子同拜一師。
2. 禁止師過方徒又拜師。
3. 禁止一徒連投二師。
4. 禁止關山門再收弟子。
5. 禁止徒不收之人竟由師收。
6. 禁止兄長爲師弟爲徒。
7. 禁止本幫引進本幫。
8. 禁止進道徒辱駡同道。
9. 禁止師過方徒代收人。
10. 禁止香頭高不准自高。

### 安淸十大戒律
1. 戒萬惡淫亂。
2. 戒斷路行凶。
3. 戒偸盜財物。
4. 戒邪言咒語。
5. 戒訟棍害人。
6. 戒毒藥害生。
7. 戒假正欺人。
8. 戒倚衆欺寡。
9. 戒倚大欺小。
10. 戒貪酒吸煙。

### 安淸十大謹遵
1. 要孝順父母。
2. 要熱心從事。
3. 要尊敬長上。
4. 要兄寬弟忍。
5. 要夫婦和順。
6. 要和睦鄕鄰。
7. 要交友有信。
8. 要正心修身。
9. 要時行方便。
10. 要福慧雙修。

### 安淸十二必須
1. 子必須孝順。
2. 親必須慈愛。
3. 主必須恭謹。
4. 客必須忠義。
5. 夫必須淳良。
6. 妻必須柔順。
7. 兄弟必須友愛。
8. 朋友必須選擇。
9. 師弟必須恩厚。
10. 佛聖必須敬事。
11. 祖師必須奉養。
12. 報應必須確信。

## 活躍於上海
隨著海運興起，漕運沒落，上海成為糧食的重要轉運點，大規模的外省移民進入上海，當中包括大批青幫人士，他們到了上海從事各種行業。1920至30年代，在大多數的上海工廠裡，控制包工製度的工頭和監工都是青幫的人，在工廠內所有工人都被納入到青幫體系內，因不加入幫會就不能進入工廠工作。
1913年，青幫領導人应桂馨參與了袁世凱對宋教仁的暗殺行動。青幫后来常被國民黨的蔣介石僱用以打擊工會集會和工人罷工行動，並參與國共內戰。青幫亦是蔣介石的主要財政支持者，蔣于1915年至1923年在上海生活時接触青幫。在四一二事件中，青幫亦與其他幫派在蔣介石的命令下在上海屠殺約5,000名親共罷工者。蔣介石後來授予青帮头目杜月笙在國民革命軍中少將的軍銜。蔣介石的姐夫和時任中華民國財政部長宋子文也聯同青幫向上海的銀行施壓，讓他們購買國債。在國民黨勢力在南京的最後兩年，青幫繼續向各大企業施壓購買國債。

## 國共戰爭後

### 香港
青幫在1949年中國國民黨在中國大陸的內戰失利後，離開上海移師到香港，並在1950年代初在香港開設了海洛因工廠，經營上海式舞廳及夜總會。但山頭分散，無組織系統。在接下來的數年裡，青幫與香港其他幫派在控制毒品市場上發生爭鬥。
到了1950年代中期，以潮州人為主的幫派「福義興」及「新義安」控制了海洛因市場，他們曾僱用青幫的化學家，擴大了香港的海洛因消費量。在1960年代早期，他們的影響力擴散到東南亞，1960年代晚期，香港的化學家在泰國和緬甸邊境開設了第一個製作純度最高的4號海洛英的實驗室，將技術引入當地，使金三角成為世界上最大的海洛因生產地。

### 臺灣
目前青幫主要分佈在台灣，並成立有合法社團「中華安清會」。在美國部份城市，青幫也有一定影響，惟有另類看法係當年杜月笙本於所為以行刑模式殺了六名共產黨員，而後受迫遷徙至香港，香港三合會模式亦見其與此有所關連。
目前已知清門全國性社會團有：中華正義社、中華安清會、中華安清協會、中華安清公益事業協會、中華安清巖社、中華安親手護健康公益會，以及台灣大中華家庭關懷協會等，至於地方性社團有，台北市安清協會，桃園一心安親會，台中安清協會，台南安清協會，杭三文化協會，台灣安清協會，高雄安清協會，屏東安清協會等；因彼此皆系出同門實有密切聯繫與相互支應更在家人般的親情互為支撐下有所作為。

## 傳聞
據《壹週刊》報導香港現任港區全國人大代表及常務委員會成員范徐麗泰的父親與青幫有關，其父徐大統是杜月笙的左右手。
據《中國時報》報導，與尹清楓命案有關的單亦誠在青幫中輩分極高，認識他的多稱他為「單將軍」或「單老爺子」，並利用他在軍中的幫派人脈從事軍火生意(國民黨海軍中有許多將領加入青幫)，雖然他喜歡與影藝界來往，也收過很多乾女兒，但真正了解他的人並不多。

### 青幫代表人物
- 白老大
- 杜月笙
- 張嘯林
- 黃金榮
- 袁克文
- 季雲卿
- 陳其美
- 徐寶山
- 張仁奎

## 研究書目
- Brian G. Martin著，周育民等譯：《上海青幫》（上海：上海三聯書店，2002）。
- 孙江：〈增上寺的香堂——1933年东北青帮代表团的访日之行 （页面存档备份，存于）〉。

## 参閲
- 洪门
- 白蓮教
- 华记
- 十八
- 小日向白朗屬青幫中的「通」字輩
- 汪壽華
- 李士群
- 吴四宝
- 戴笠
- 國民黨特工總部